# Волнат Крик (Северна Каролина)
Волнат Крик (енгл. Walnut Creek) град је у америчкој савезној држави Северна Каролина.

## Демографија
По попису из 2010. године број становника је 835, што је 24 (-2,8%) становника мање него 2000. године.
| Група             | 2000.       | 2010.       |
| Белци             | 818 (95,2%) | 752 (90,1%) |
| Афроамериканци    | 14 (1,6%)   | 34 (4,1%)   |
| Азијати           | 18 (2,1%)   | 16 (1,9%)   |
| Хиспаноамериканци | 0 (0,0%)    | 14 (1,7%)   |
| Укупно            | 859         | 835         |